# Busti
Busti – jednostka osadnicza w Stanach Zjednoczonych, w stanie Nowy Jork, w hrabstwie Chautauqua.